# Eublemma illota
Eublemma illota is een vlinder uit de familie van de spinneruilen (Erebidae). De wetenschappelijke naam van deze soort werd voor het eerst voorgesteld als Thalpochares illota door Hugo Theodor Christoph in een publicatie uit 1887.
De soort komt voor in Turkmenistan.